# Trattoria

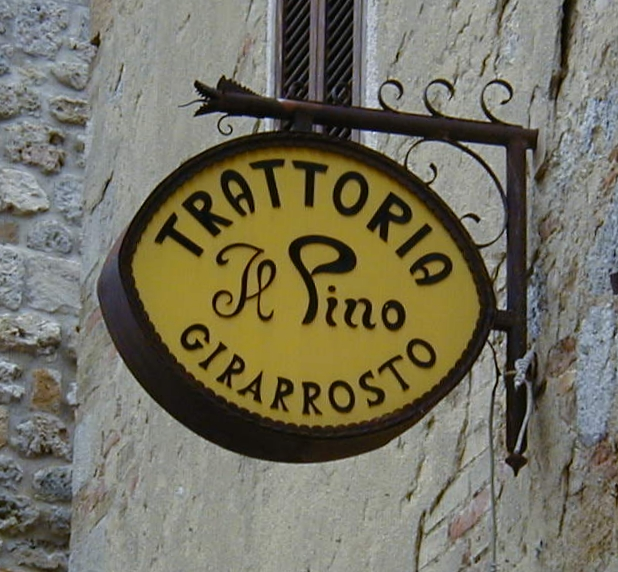
Esempio di un cartello tipico di una trattoria

La trattoria è un esercizio pubblico, prevalentemente di tipo popolare, tipicamente italiano, destinato alla vendita e consumazione dei pasti in loco. Il nome deriva da trattore "oste" che a sua volta viene dal francese traiteur, derivato di traiter, a sua volta dal latino tractare "trattare, preparare".
Alcuni di questi esercizi possono essere rinomati e ricercati per la qualità dei cibi e la caratterizzazione, quasi sempre di cucina locale-regionale, delle preparazioni. 
L'economicità dei prezzi praticati è un'attrattiva di questi locali cui fa riscontro una maggiore semplicità nel servizio e negli arredi, a volte anche nella qualità della materia prima ma non nella quantità dei cibi offerti, anche se non mancano trattorie di alto livello.